# Наргинское сельское поселение
Наргинское се́льское поселе́ние — муниципальное образование в Молчановском районе Томской области Российской Федерации.
Административный центр — село Нарга.

## История
Статус и границы сельского поселения установлены Законом Томской области от 9 сентября 2004 года № 196-ОЗ «О наделении статусом муниципального района, сельского поселения и установлении границ муниципальных образований на территории Молчановского района»

## Население
| 2002  | 2008  | 2010  | 2012  | 2013  | 2014  | 2015  |
| ----- | ----- | ----- | ----- | ----- | ----- | ----- |
| 2053  | ↘1908 | ↘1833 | ↗1836 | ↘1825 | ↘1809 | ↘1765 |
| 2016  | 2017  | 2018  | 2019  | 2020  | 2021  |       |
| ↘1738 | ↘1697 | ↘1661 | ↘1603 | ↘1588 | ↘1553 |       |

## Состав сельского поселения
| № | Населённый пункт | Тип населённого пункта       | Население |
| - | ---------------- | ---------------------------- | --------- |
| 1 | Нарга            | село, административный центр | ↘1164     |
| 2 | Нефтебаза        | деревня                      | ↘15       |
| 3 | Сарафановка      | село                         | ↘374      |